# Beaumont-en-Diois
Beaumont-en-Diois is een gemeente in het Franse departement Drôme (regio Auvergne-Rhône-Alpes) en telt 75 inwoners (2009). De plaats maakt deel uit van het arrondissement Die.

## Geografie
De oppervlakte van Beaumont-en-Diois bedraagt 19,3 km², de bevolkingsdichtheid is dus 3,9 inwoners per km².

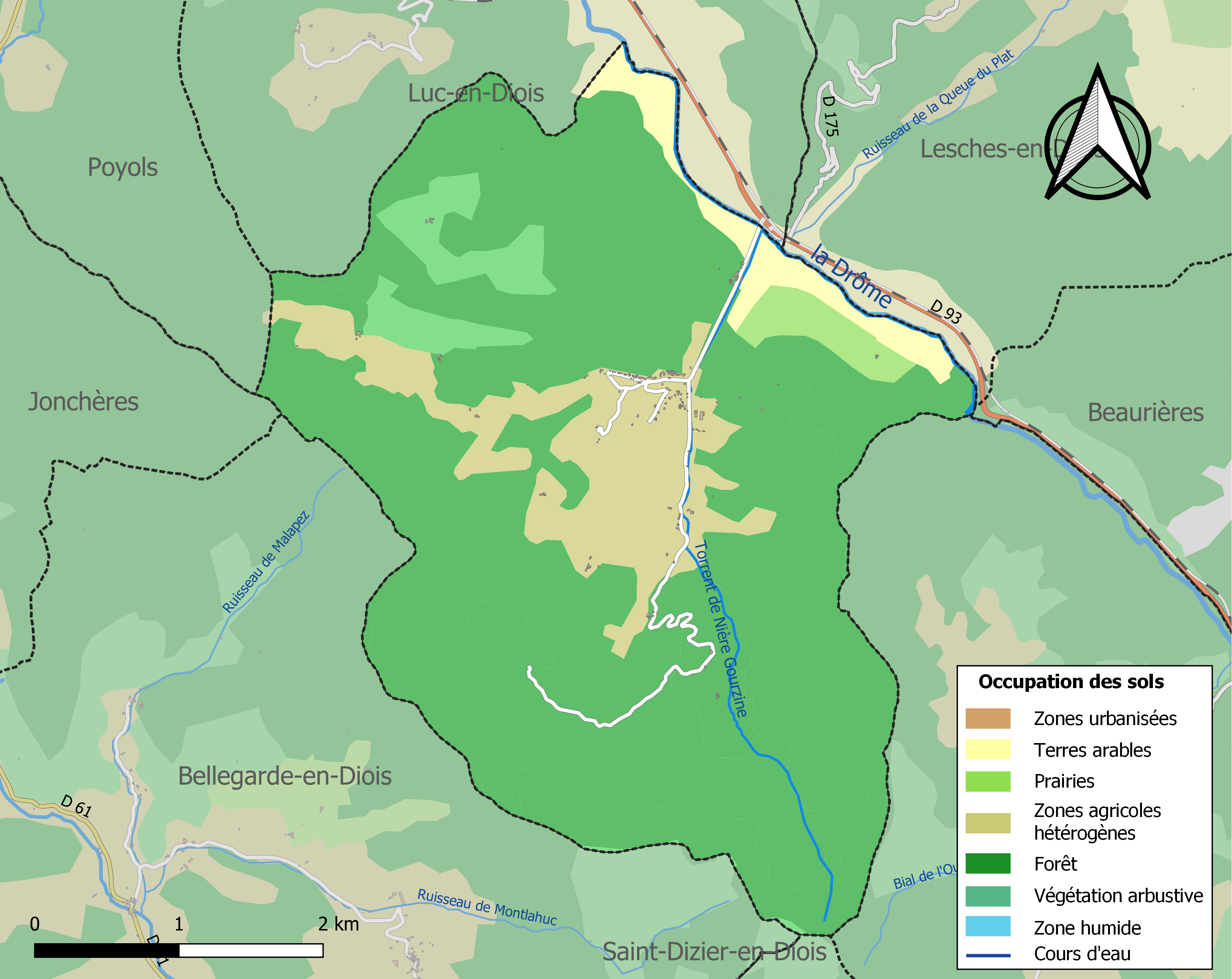
Kaart van de gemeente met belangrijkste infrastructuur, bodemgebruik en omliggende gemeenten

## Demografie
Onderstaande figuur toont het verloop van het inwonertal (bron: INSEE-tellingen).